# Chevrolet Trailblazer
Der Chevrolet Trailblazer ist ein Mittelklasse-SUV des US-amerikanischen Automobilherstellers General Motors, das von der Marke Chevrolet in der ersten Modellgeneration nur auf dem nordamerikanischen Markt angeboten wurde.
Der TrailBlazer wurde 1999 als besser ausgestattete Variante des Blazer eingeführt. Ab 2002 gab es eine eigenständige Variante auf der Basis einer neuen Plattform. Bis 2004 wurde noch parallel dazu der Blazer angeboten, dessen Produktion danach eingestellt wurde.

## GMT360 (2001–2008)
Der TrailBlazer, dessen Markteinführung im Frühjahr 2001 stattfand, wurde mit Hinterrad- und optional mit Allradantrieb angeboten. Ab Frühjahr 2002 war der EXT mit verlängertem Radstand und sieben Sitzen verfügbar. Er wurde von einem Reihensechszylinder-Motor mit 4,2 Liter-Hubraum und einer maximalen Leistung von 201 kW (273 PS) oder einem 5,3-Liter-V8-Motor mit einer maximalen Leistung von 225 kW (306 PS) angetrieben. Ab 2005 war zudem ein SS-Modell (Super Sport) mit einem 6,0-Liter-V8-Motor mit einer maximalen Leistung von 298 kW (400 hp) und 536 Nm maximalem Drehmoment verfügbar, das von 0 auf 60 mph (96 km/h) in 5,8 Sekunden beschleunigt. Die Öffentlichkeitspremiere fand auf der New York International Auto Show (NYIAS) 2005 statt, Im Herbst 2005 wurde der TrailBlazer durch eine äußerliche Modellpflege aufgewertet. Ende 2008 wurde die Produktion in Moraine eingestellt, die des EXT in Oklahoma im Jahr 2006. Auf Grund der Überproduktion war das Modell danach eine Zeit lang noch weiterhin erhältlich.
Von 2008 bis 2012 war in etwa gleicher Größe in den USA ausschließlich der Chevrolet Traverse mit selbsttragender Karosserie erhältlich. Lediglich in Russland wurde der TrailBlazer noch weitergebaut und dort von der Avtotor in Kaliningrad produziert.
In Deutschland war der Trailblazer von August 2001 bis Juli 2006 mit einem 4,2-Liter-Reihensechszylinder-Ottomotor erhältlich. Dieser leistet maximal 201 kW (273 PS) und hat ein maximales Drehmoment von 373 Nm bei 3500/min. Insgesamt wurden in diesem Zeitraum 950 Trailblazer in der Bundesrepublik Deutschland neu zugelassen.

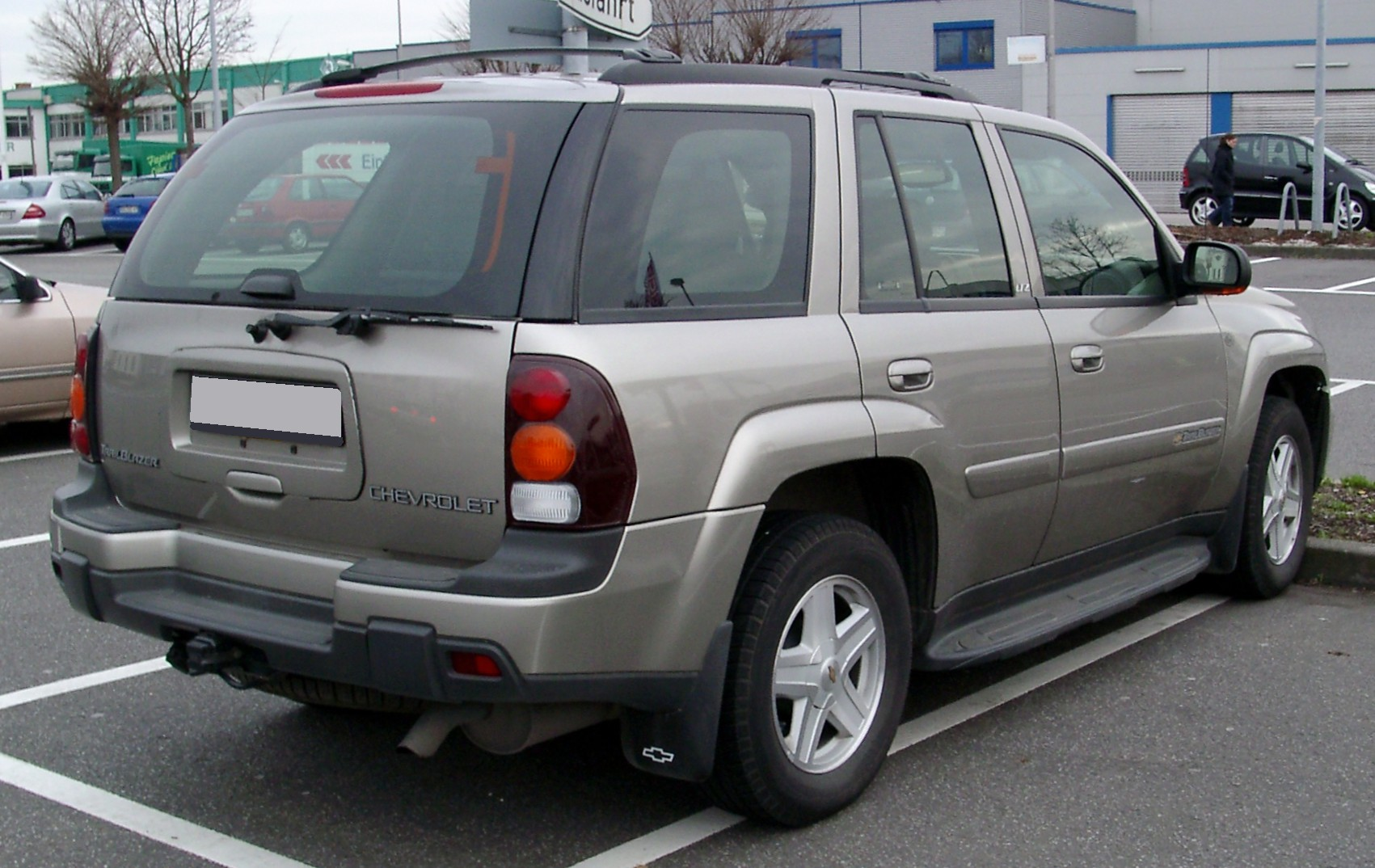
Heckansicht
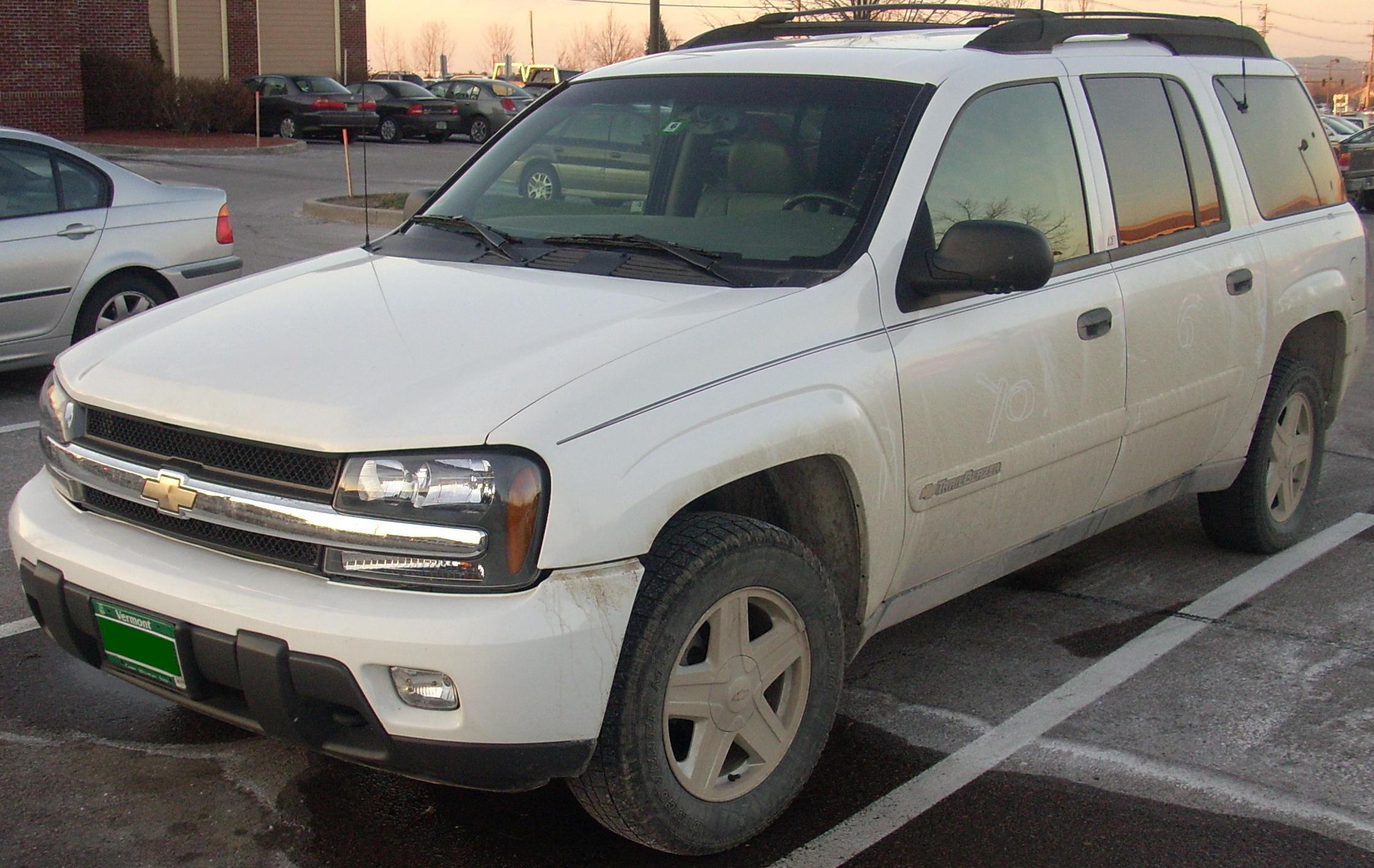
Chevrolet TrailBlazer EXT (2003–2005)
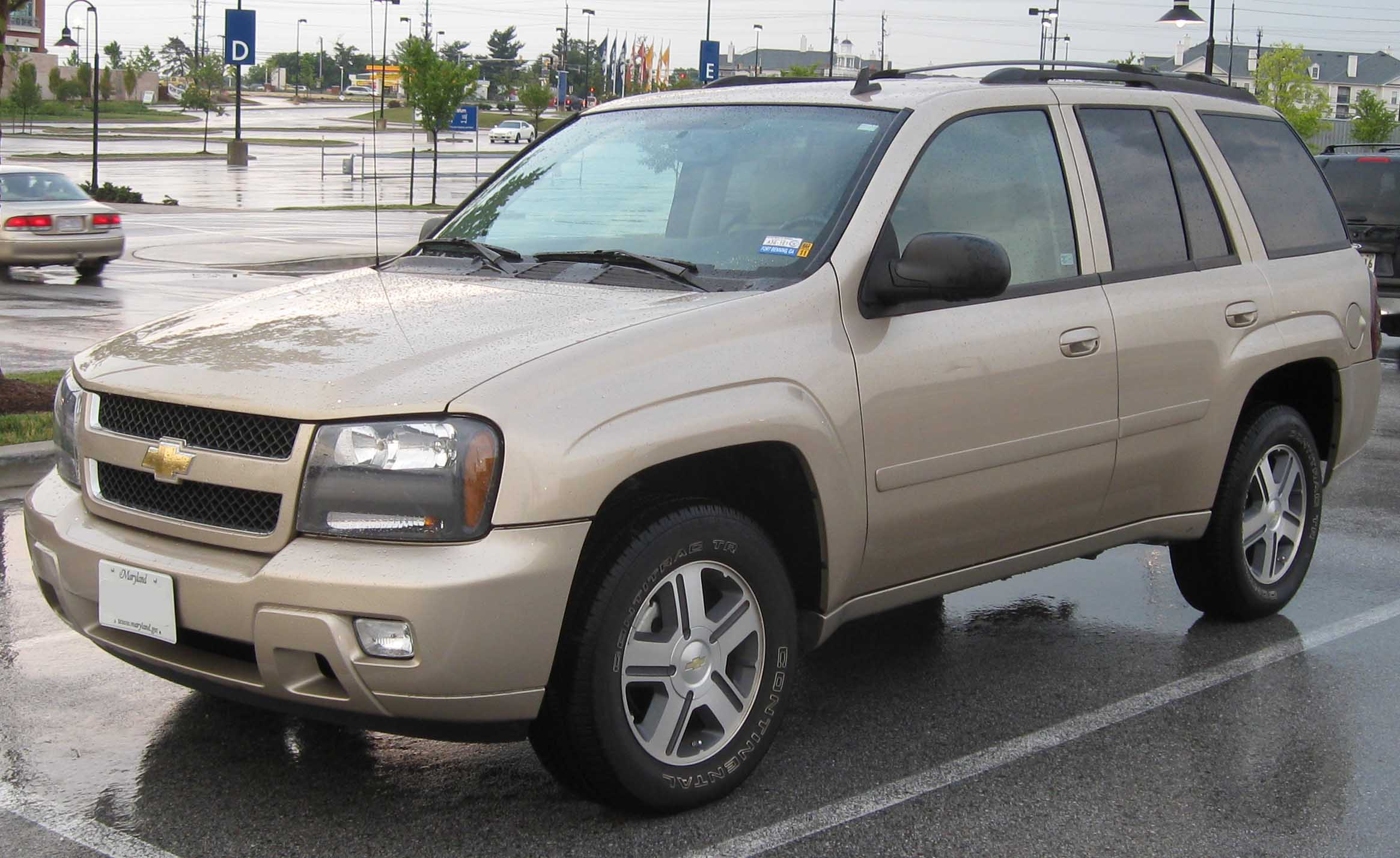
Chevrolet TrailBlazer (2005–2008)
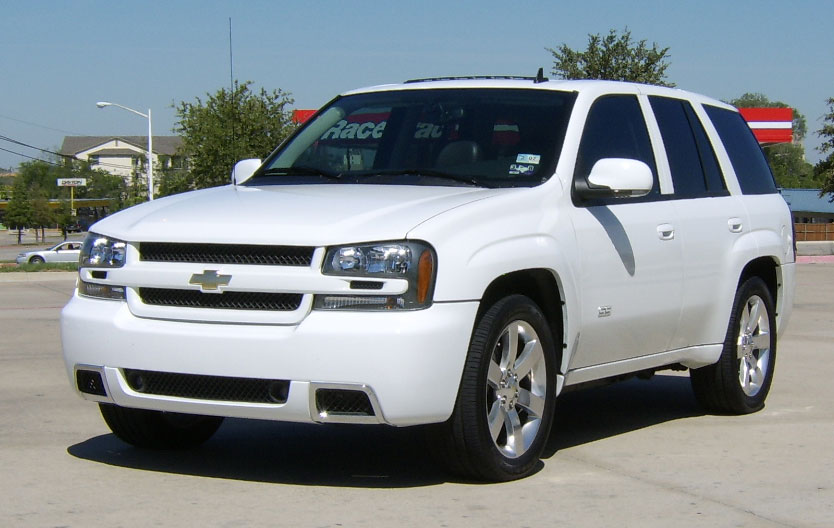
Chevrolet TrailBlazer SS (2005–2008)

## GMT31XX (seit 2012)

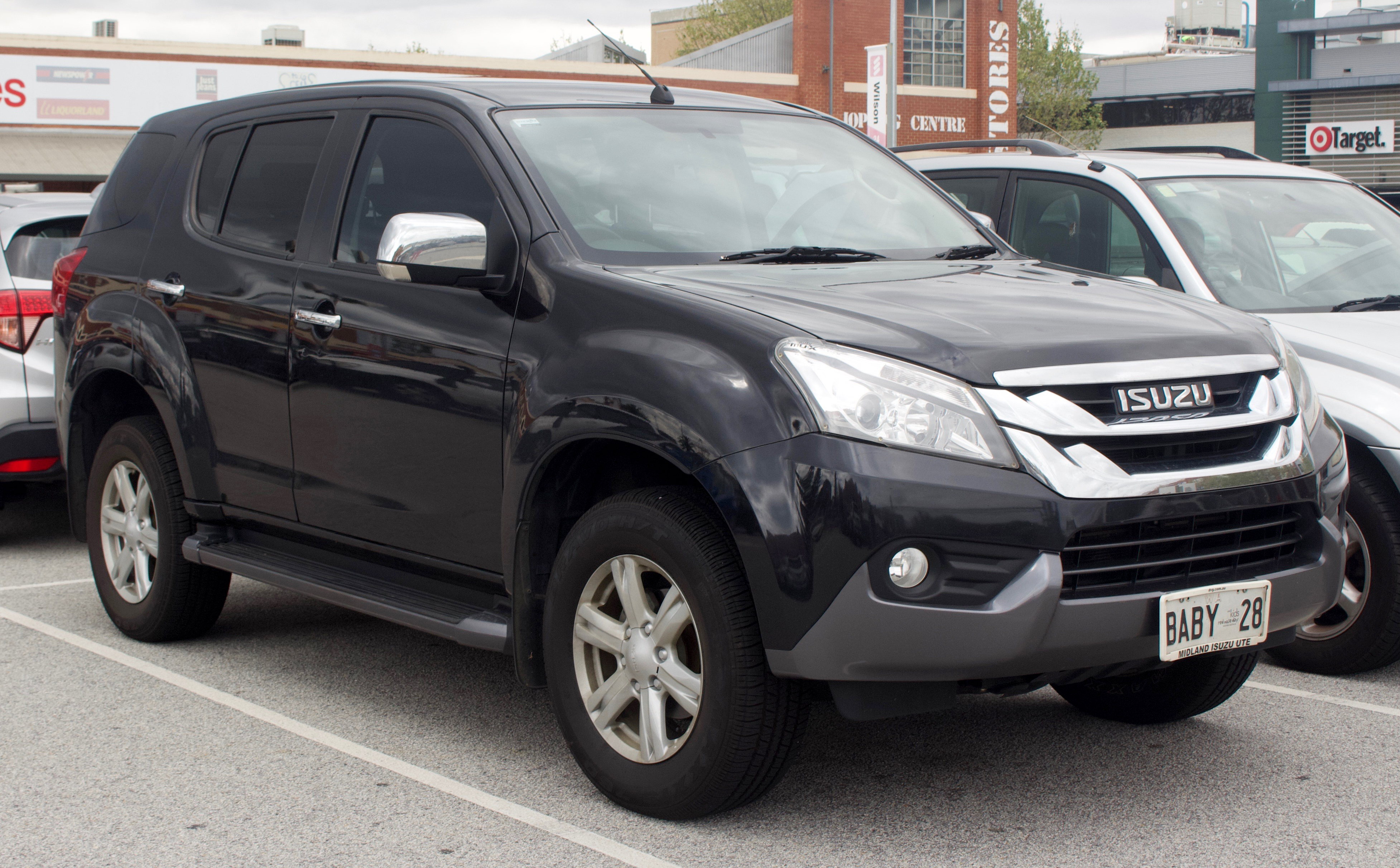
Front des Isuzu Mu-X (baugleich)

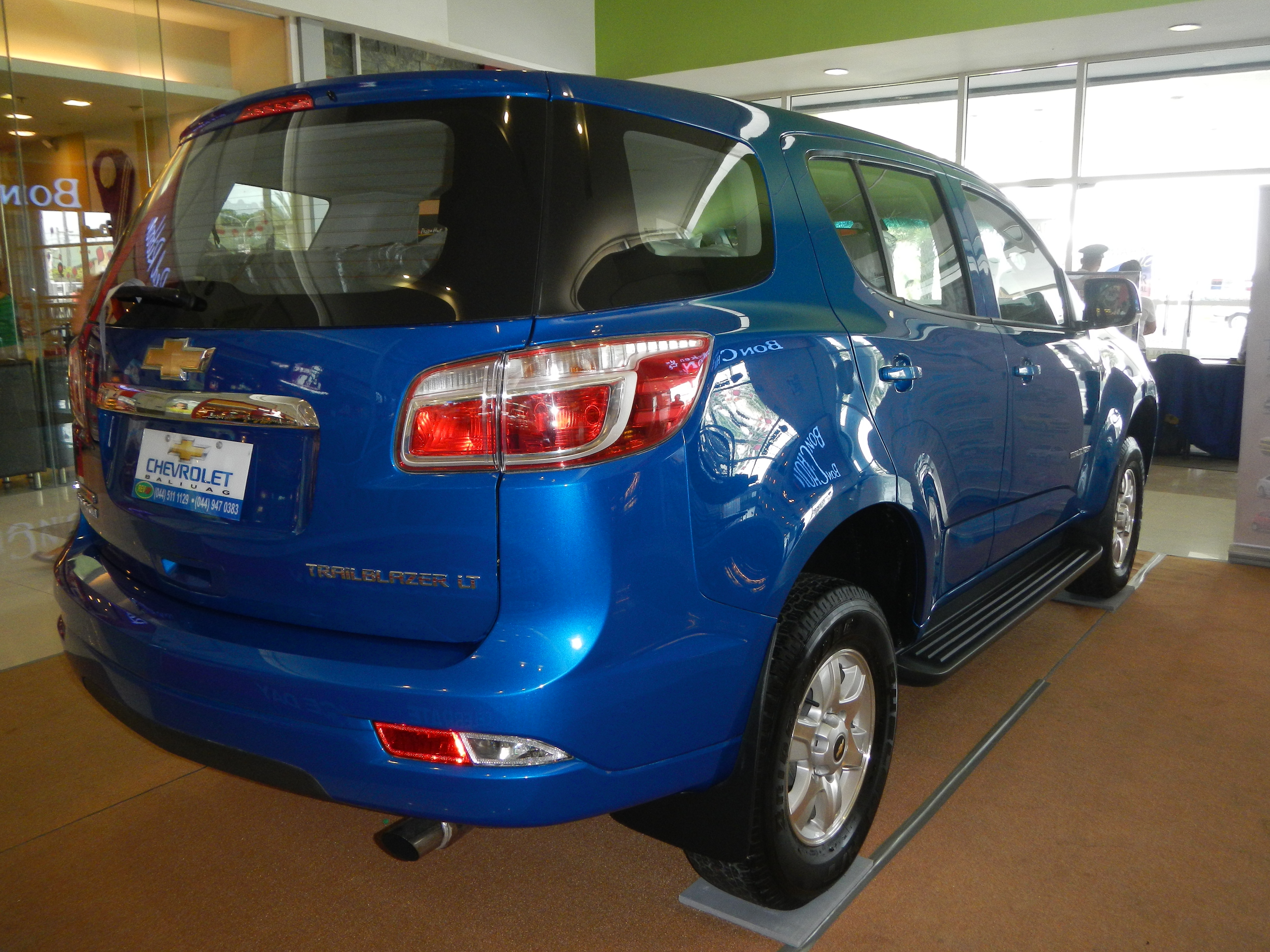
Heckansicht

2011 wurde die zweite Generation des Trailblazer als Konzeptfahrzeug auf der Dubai International Motor Show vorgestellt, gebaut wird dieser in Thailand (seit 2012), wo auch auf der Bangkok International Motor Show 2012 die formale Weltpremiere des Serienfahrzeugs stattfand, und Brasilien und wird auf verschiedenen Schwellenmärkten angeboten. Er baut auf der Plattform GMT31XX auf. Das Fahrzeug ist mit zwei Dieselmotoren, 2,5 und 2,8 Liter aus der Duramax-Baureihe, oder einem 3,6-Liter-Ottomotor verfügbar, letzter ist allerdings nur für die brasilianischen, südafrikanischen und saudi-arabischen Märkte bestimmt. Der 3,6-Liter-V6-Motor leistet maximal 177 kW (240 PS), und der seit 2015 auf dem brasilianischen Markt angebotene maximal 207 kW (280 PS) mit 360 Nm maximalem Drehmoment.
Der schwächere der beiden Dieselmotoren verfügt über 2,5 Liter Hubraum und leistete anfangs maximal 110 kW (150 PS) bei einem maximalen Drehmoment von 350 Newtonmeter. Seit 2015 leistet dieser maximal 120 kW (163 PS) und hat ein maximales Drehmoment von 380 Nm. Der 2,8-Liter-Dieselmotor war anfangs mit einer maximalen Leistung von 132 kW (180 PS) und einem maximalen Drehmoment von 470 Newtonmetern verfügbar, 2015 wurde die maximale Leistung auf 144 kW (196 PS) und das maximale Drehmoment auf 500 Nm gesteigert. Kombiniert werden beide Dieselmotoren mit einem Fünfgang-Schaltgetriebe oder einem Sechsstufen-Automatikgetriebe. Das elektronische Allradsystem (Autotrac-4x4-System) des Chevrolet Trailblazer lässt sich per Knopfdruck aktivieren.
Der neue Trailblazer wird auch in Australien unter der Bezeichnung Holden Colorado 7 (bis 2016) bzw. Holden Trailblazer (2016 bis 2020) und auf weiteren Märkten als Isuzu Mu-X vermarktet. Weitere Märkte sind darüber hinaus Südafrika, Saudi-Arabien und einige südostasiatische Länder.

### Technische Daten
|                                            | 3.6 AWD                  | 2.5 LT                 | 2.5 LT                   | 2.8 LTZ                  |
| ------------------------------------------ | ------------------------ | ---------------------- | ------------------------ | ------------------------ |
| Bauzeitraum                                | seit 2012                | seit 2012              | seit 2012                | seit 2012                |
| Motorkenndaten                             |                          |                        |                          |                          |
| Motorart                                   | Ottomotor                | Dieselmotor            | Dieselmotor              | Dieselmotor              |
| Motorbauart                                | V6                       | R4                     | R4                       | R4                       |
| Hubraum                                    | 3564 cm³                 | 2499 cm³               | 2499 cm³                 | 2776 cm³                 |
| max. Leistung bei min−1                    | 177 kW (240 PS) / 6600   | 120 kW (163 PS) / 3600 | 132 kW (180 PS) / 3600   | 144 kW (196 PS) / 3600   |
| max. Drehmoment bei min−1                  | 329 Nm / 3200            | 380 Nm / 2000          | 440 Nm / 2000            | 500 Nm / 2000            |
| Kraftübertragung                           |                          |                        |                          |                          |
| Antrieb, serienmäßig                       | Allradantrieb            | Hinterradantrieb       | Hinterradantrieb         | Hinterradantrieb         |
| Antrieb, optional                          | —                        | —                      | —                        | Allradantrieb            |
| Getriebe, serienmäßig                      | 6-Gang-Automatikgetriebe | 6-Gang-Schaltgetriebe  | 6-Gang-Automatikgetriebe | 6-Gang-Automatikgetriebe |
| Messwerte                                  |                          |                        |                          |                          |
| Höchstgeschwindigkeit                      | 180 km/h                 | 180 km/h               | 180 km/h                 | 180 km/h                 |
| Beschleunigung, 0–100 km/h                 | 9,7 s                    | 11,8 s                 | 11,0 s                   | 10,4 s                   |
| Kraftstoffverbrauch auf 100 km, kombiniert | 11,0 l Super             | 7,6 l Diesel           | 8,9 l Diesel             | 9,5 l Diesel             |
| Tankinhalt                                 |                          | 76 l                   | 76 l                     | 76 l                     |

## Trailblazer (VSS-S, seit 2019)
Das Kompakt-SUV debütierte wie der kleinere Chevrolet Tracker auf der Shanghai Motor Show im April 2019. Gegenüber der zweiten Generation, die weiterhin produziert wird, ist der neue Trailblazer kleiner. Er basiert wie der im Juli 2019 eingeführte Buick Encore GX auf der VSS-F-Plattform von General Motors.
In China wurde der Trailblazer zwischen September 2019 und September 2022 verkauft. Seit Anfang 2020 wird er in Nordamerika angeboten. Der russische Markt folgte im September 2021, wo er wegen Sanktionen in Folge des russischen Überfalls auf die Ukraine aber nur bis Februar 2022 angeboten wurde. Für das Modelljahr 2024 wurde im Februar 2023 eine überarbeitete Version vorgestellt.

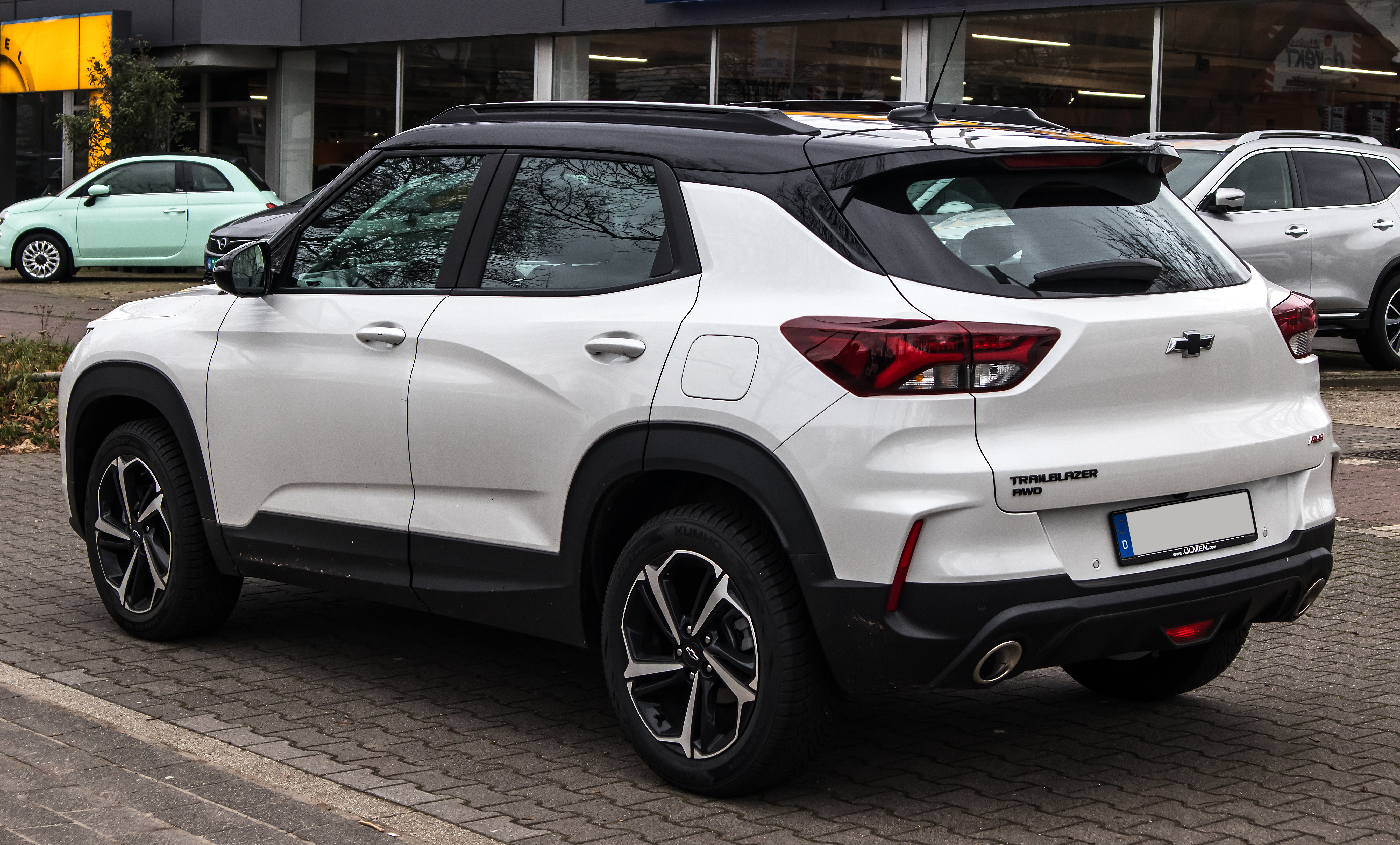
Heckansicht
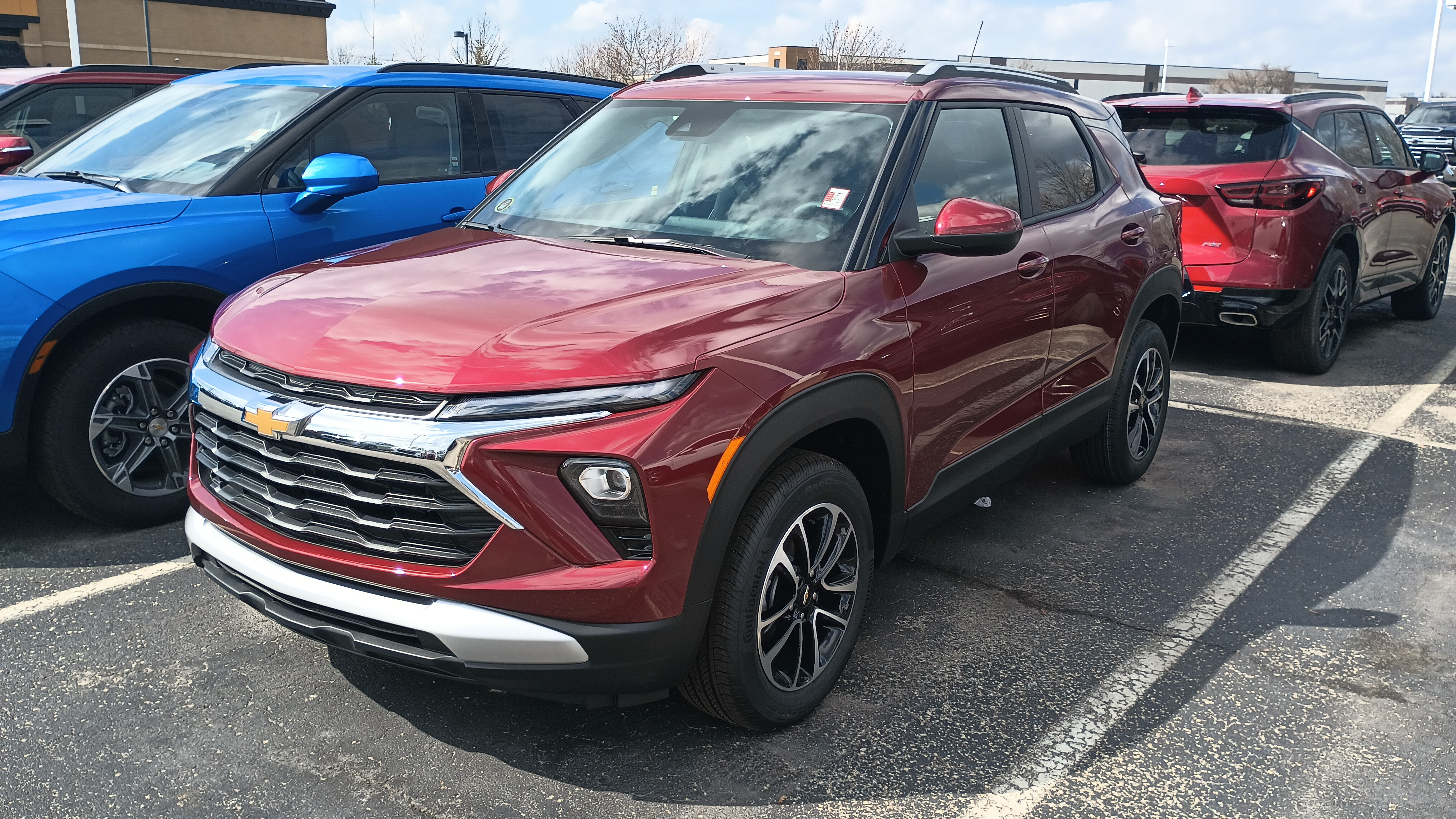
Chevrolet Trailblazer (seit 2023)
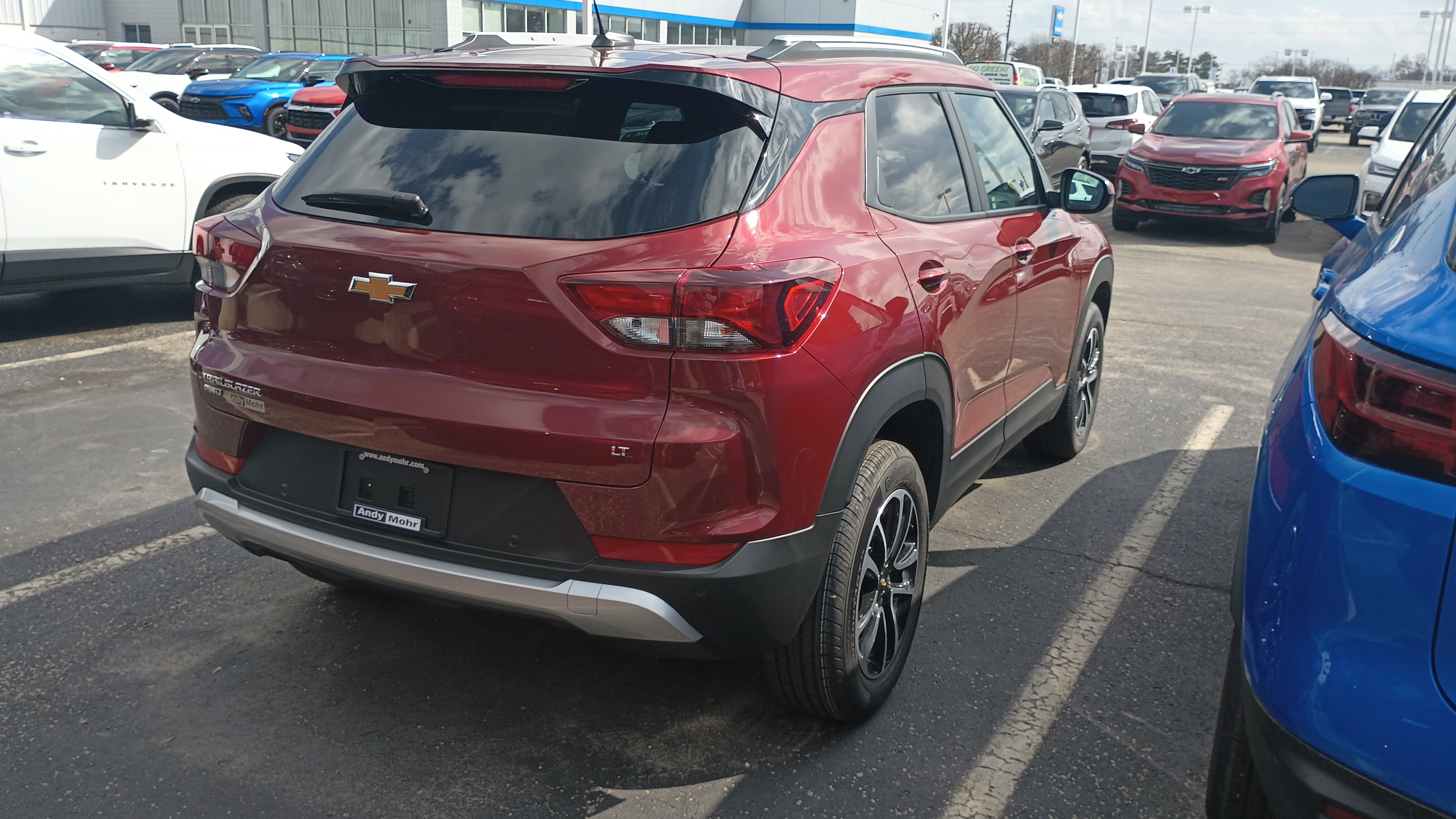
Heckansicht

### Technische Daten
Angetrieben wurde das Fahrzeug in China wie der Buick Encore GX von einem 1,3-Liter-Ottomotor. Allradantrieb war gegen Aufpreis verfügbar. In Nordamerika steht außerdem noch ein schwächerer 1,2-Liter-Ottomotor zur Wahl.
|                                            | 1.2 Turbo              | 1.3 Turbo              | 1.3 Turbo 4x4              | 1.3                    | 1.3 4x4                    | 435T                   | 435T 4x4                   |
| ------------------------------------------ | ---------------------- | ---------------------- | -------------------------- | ---------------------- | -------------------------- | ---------------------- | -------------------------- |
| Bauzeitraum                                | seit 03/2020           | seit 03/2020           | seit 03/2020               | 09/2021–02/2022        | 09/2021–02/2022            | 07/2019–09/2022        | 07/2019–09/2022            |
| Markt                                      | Nordamerika            | Nordamerika            | Nordamerika                | Russland               | Russland                   | China                  | China                      |
| Motorkenndaten                             |                        |                        |                            |                        |                            |                        |                            |
| Motorart                                   | Ottomotor              | Ottomotor              | Ottomotor                  | Ottomotor              | Ottomotor                  | Ottomotor              | Ottomotor                  |
| Motorbauart                                | Reihen-Dreizylinder    | Reihen-Dreizylinder    | Reihen-Dreizylinder        | Reihen-Dreizylinder    | Reihen-Dreizylinder        | Reihen-Dreizylinder    | Reihen-Dreizylinder        |
| Hubraum                                    |                        | 1341 cm³               | 1341 cm³                   | 1341 cm³               | 1341 cm³                   | 1341 cm³               | 1341 cm³                   |
| Verdichtungsverhältnis                     |                        |                        |                            | 10,3 : 1               | 10,3 : 1                   | 10,3 : 1               | 10,3 : 1                   |
| max. Leistung bei min−1                    | 102 kW (139 PS) / 5000 | 116 kW (158 PS) / 5600 | 116 kW (158 PS) / 5600     | 110 kW (150 PS) / 5600 | 110 kW (150 PS) / 5600     | 121 kW (165 PS) / 5600 | 121 kW (165 PS) / 5600     |
| max. Drehmoment bei min−1                  | 220 Nm / 2500          | 236 Nm / 1600          | 236 Nm / 1600              | 236 Nm / 1600–4000     | 236 Nm / 1600–4000         | 240 Nm / 1500–4000     | 240 Nm / 1500–4000         |
| Kraftübertragung                           |                        |                        |                            |                        |                            |                        |                            |
| Antrieb                                    | Vorderradantrieb       | Vorderradantrieb       | Allradantrieb              | Vorderradantrieb       | Allradantrieb              | Vorderradantrieb       | Allradantrieb              |
| Getriebe                                   | Stufenloses Getriebe   | Stufenloses Getriebe   | 9-Stufen-Automatikgetriebe | Stufenloses Getriebe   | 9-Stufen-Automatikgetriebe | Stufenloses Getriebe   | 9-Stufen-Automatikgetriebe |
| Messwerte                                  |                        |                        |                            |                        |                            |                        |                            |
| Höchstgeschwindigkeit                      |                        |                        |                            | 185 km/h               | 190 km/h                   | 195 km/h               | 195 km/h                   |
| Beschleunigung, 0–100 km/h                 |                        |                        |                            | 9,2 s                  | 10,5 s                     | 9,1 s                  | 9,3 s                      |
| Leergewicht                                |                        |                        |                            | 1448–1487 kg           |                            | 1365–1385 kg           | 1470 kg                    |
| Kraftstoffverbrauch auf 100 km, kombiniert |                        |                        |                            | 6,0 l Super            | 7,0 l Super                | 5,9–6,0 l Super        | 6,7 l Super                |
| Tankinhalt                                 | 50 l                   | 50 l                   | 50 l                       | 50 l                   | 50 l                       | 50 l                   | 50 l                       |
| Abgasnorm                                  |                        |                        |                            | Euro 5                 | Euro 5                     | China VI               | China VI                   |